# 緑ウクライナ

極東ウクライナ共和国
Зелений клин  (ウクライナ語)

極東ウクライナ共和国の領土（黄色）

緑ウクライナ（みどりウクライナ、ウクライナ語: Зелений клин, Zelenyy klyn、ロシア語: Зелёный Клин, Zeljonyj Klin、英語: Green Ukraine）は、アムール川から太平洋岸までのロシア極東におけるウクライナ人の植民地の名称である。緑の楔とも呼ばれる。
1917年のロシア革命以降、極東ウクライナ共和国がウクライナ人によってロシア極東に建国されることが計画された。ボリシェヴィキの極東共和国が1920年4月6日に設置されると、ウクライナ人が多数であった極東は、この国家を脱して「緑ウクライナ」と呼ばれる国家の建設を試みた。しかし、この運動はすぐに失敗した。

## 沿革
- 1917年6月24日 - 第1回全ウクライナ人極東会議がニコラエスクウスリースキーで極東会議(Kray Rada)を構成する。
- 1918年2月 - 第2回全ウクライナ極東会議がハバロフスクで開かれる。地理的には接続していなかったものの、緑ウクライナがウクライナ国の一部として宣言される。
- 1918年4月 - 第3回全ウクライナ極東会議が独立したウクライナ国家を太平洋岸に設立するか問う。
- 1918年 - 極東ウクライナ軍が編成される。兵力は5,000人以上であり、ボリス・フレスチャティスキー（英語版）が指揮官となった。
- 1920年4月11日 - ヘトマンの地位にあったグリゴリー・セミョーノフは極東ウクライナ共和国の権威のために民族自決と、極東のコサック、ブリヤート人、ウクライナ人の境界内での自治を唱えた。
- 1922年 - 赤軍との対立後、崩壊、解散。

### 会議の議長

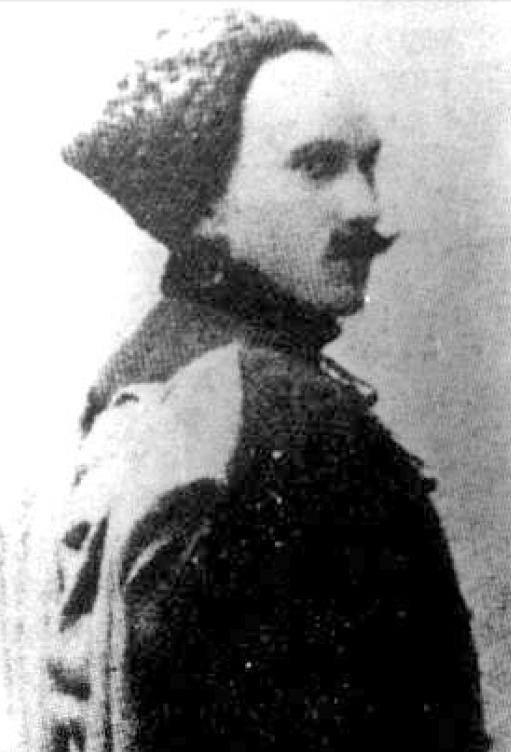
ユーリ・フルスコ＝モヴァ

- 1918年6月から1919年まで - ユーリ・フルスコ＝モヴァ（1期目）
- 1920年1月から1922年まで - ユーリ・フルスコ＝モヴァ（2期目）

## 領域
アムール川近郊からウスリー近郊、ハバロフスク、ウラジオストク。

## 水界地理学
現在の極東と同様の海岸線を持っていた。

## 歴史
ウクライナにおいて、ウクライナ人は主に農村に住んで農業を営んでおり、ロシア人やユダヤ人などの多い都市部にはあまり住んでいなかった。当時のウクライナ人は都市を敬遠しており、19世紀末のウクライナで進展した都市化や工業化では主にロシア人が流入した一方、ウクライナ人はウクライナ内の炭坑や工場で労働者となるよりも、むしろ国外や辺境で農地を持つことを望んだ。多くのウクライナ人がカナダやアメリカ合衆国の農業地帯に移民したほか、ロシア帝国内では人口希薄な東方、中でも極東に移動して農業を営んだ。
ロシア極東のアムール川から太平洋岸にかけては、ゼレニークリン (Zeleny Klyn ウクライナ語: Зелений клин)、あるいはゼレニーウクライナ、東部ウクライナと呼ばれており、ウクライナ人に殖民された地域であった。これらはウクライナ人の植民者が名づけたものである。これらの領域は100万平方キロメートルを含む広大な土地で、ウクライナ人の人口は1926年には総人口のうちの41％から47％に達していた。なお、1958年の時点で総人口は310万人であった。
ゼレニー・クリンがロシア帝国の一部となったのは、シベリアやこの地域を除く極東と比べてはるかに遅かった。この地域で最初に試みられた殖民は、17世紀中期まで遡ることができる。この時、ハバーロフがアムール川岸のアルバジンに要塞を築いている。それ以来、絶え間なく斥候兵が満州地方で小競り合いを起こすようになった。1669年にはネルチンスク条約が締結され、アムール川を境として北部がロシアの領土となった。
19世紀中期、1853年から1856年の間に起こったクリミア戦争でロシアが敗北すると、ロシアは第二次東方拡大を行った。多くのコサック殖民がアムール川近郊に設置された。このとき、ロシアより圧倒的に武力に劣っていた清帝国はロシアとの戦争を避け、1853年にアイグン条約とプリモルスク条約を1860年に締結し、現在に至るまでの国境線を築くこととなった。当期間の植民者の数は少なく、1万4000人のコサックと2,500人のロシア兵がいるのみであった。1816年、プリモルスキー州とアムールスキー州が設置される。ウラジオストクは1860年に、ハバロフスクは1858年に建設が始まった。
1882年、ウクライナからこの地域への自由移動が公表された。植民者には自由地が提供された。植民者の乗る船はウクライナのオデッサ港から出発した。その結果、1897年までに人口が31万人へと増加した。1901年、シベリア鉄道の設置が完了し、以来、毎年1万4000人ほどの移住者がウクライナから渡っていった。1907年に植民者の数は最大となり、7万8000人の人々が渡った。
1914年、当地はアレクサンドル・コルチャーク海軍大将の管轄下に入った。この時点で、後の緑ウクライナとなる地域にウクライナ人のコミュニティが結成されており、ロシアから分離して独自の政治システムを生み出し始めていた。この独自性が緑ウクライナとして独立するに至らせたと一般に認識されている。
そうした中、ロシア内戦が勃発する。1920年には、極東共和国が日本とロシアの緩衝国として設置された。1922年にこの共和国はロシア社会主義共和国に編入された。1934年、ユダヤ人自治州がこの地域の首都であったビロビジャンに設立された。ソビエトの支配を嫌ったウクライナ人の中には、極東から中国領の満州や日本領の南樺太に逃れる者もおり、当地の「白系ロシア人」の大きな部分をなしていた。

## 関連文献
- ヴィオレッタ・ウドヴィク『日本とウクライナ　二国間関係120年の歩み』インターブックス、2022年。
- 岡部芳彦『日本・ウクライナ交流史1915‐1937年』神戸学院大学出版会、2021年。
- 岡部芳彦『日本・ウクライナ交流史1937‐1953年』神戸学院大学出版会、2022年。